# Associação de Futebol das Maldivas
A Associação de Futebol das Maldivas (FAM) é o órgão dirigente do futebol das Maldivas, responsável pela organização dos campeonatos disputados no país, bem como os jogos da seleção nacional nas diferentes categorias. Foi fundada em 1982 e é filiada à Federação Internacional de Futebol (FIFA) e à Confederação Asiática de Futebol (AFC) desde 1986. Bassam Adeel Jaleel é o atual presidente da entidade.